# Luke Tittensor

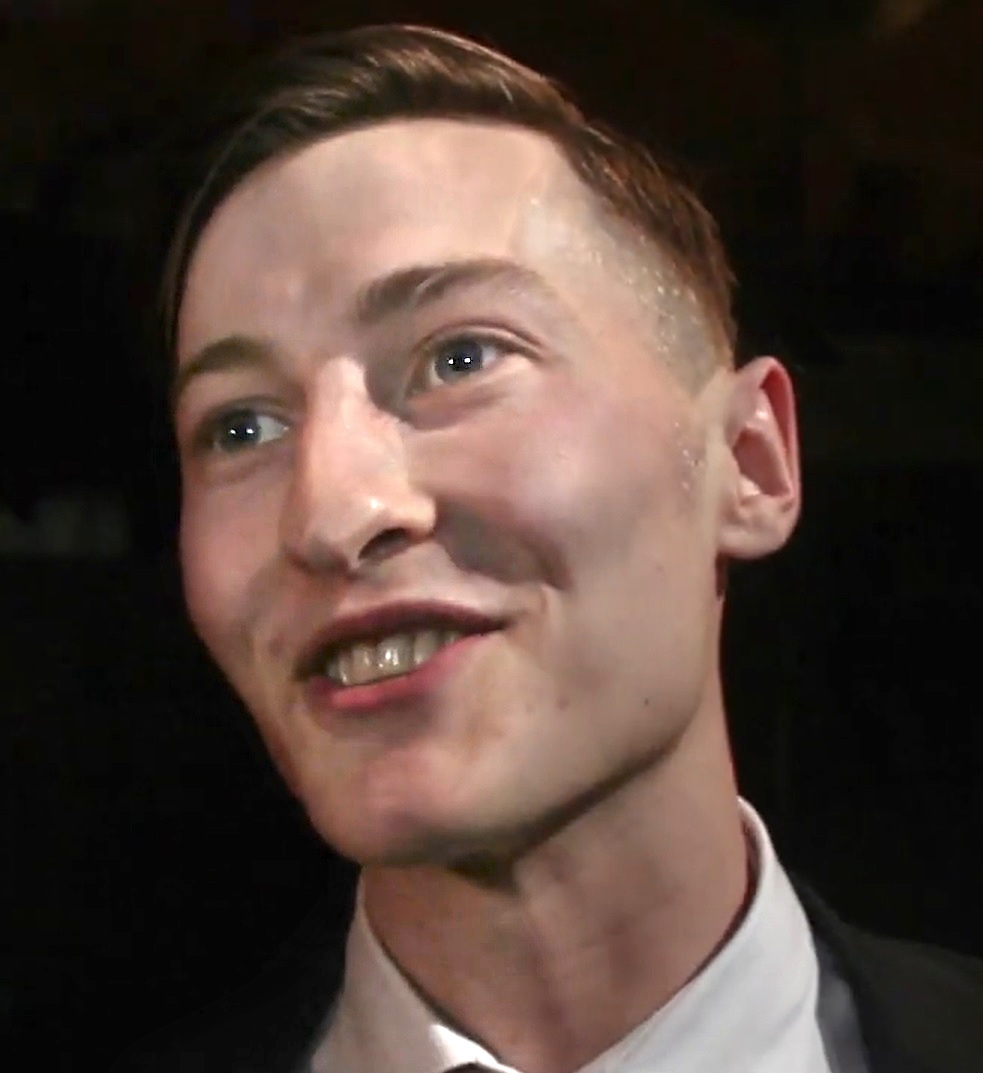
Luke Tittensor

Luke Tittensor (* 3. November 1989 in Heywood) ist ein britischer Schauspieler.

## Leben und Karriere
Tittensor wurde am 3. November 1989 in Heywood geboren. Er besuchte die Heywood Community High School. Sein Zwillingsbruder Elliott ist ebenfalls Schauspieler. Sein Debüt gab er 2003 in der Seifenoper Brookside. Von 2003 bis 2009 spielte er die Rolle des Daz Eden in Emmerdale, bis sein Vertrag aufgrund einer strafrechtlichen Verurteilung endete. Er hatte sich im März 2009 schuldig bekannt, 2008 einem 16-Jährigen schwere Körperverletzung zugefügt zu haben.
Anschließend war er 2010 in Waterloo Road zu sehen. 2011 trat Tittensor in einer Folge in Casualty auf. Außerdem bekam er 2014 eine Rolle in Our World War. Von 2022 bis 2024 wurde er für die Serie
House of the Dragon gecastet.

## Filmografie
Serien
- 2003: Brookside
- 2003–2009: Emmerdale
- 2004: Shameless
- 2010: Waterloo Road
- 2011: Casualty
- 2011: The Body Farm
- 2012: Holby City
- 2014: Our World War
- 2014: Moving On
- 2022–2024: House of the Dragon